# The Town
The Town (Portugal: A Cidade Brasil: Atração Perigosa) é um filme estadunidense de 2010, do gênero suspense policial, escrito, dirigido e estrelado por Ben Affleck, baseado no romance de Chuck Hogan Prince of Thieves.

## Sinopse
Doug MacRay (Ben Affleck) é muito bom na arte de planejar assaltos e lidera um grupo de ladrões de bancos que sempre sai impune, apesar das investigações do FBI. Um dia, ao realizar um assalto, seu parceiro Jem (Jeremy Renner) leva uma refém, por precaução. Ela é Claire Keesey (Rebecca Hall), gerente do banco assaltado, solta próximo à praia algum tempo depois. O fato traumatiza Claire, deixando-a com sequelas. O problema é que Jem descobre que Claire mora a apenas quatro quarteirões do bando, tornando-se uma ameaça para o grupo. Doug fica encarregado de vigiá-la mas, após uma conversa ocasional na lavanderia, inicia um relacionamento com ela.

## Crítica
The Town tem aclamação pela crítica profissional. Com a pontuação de 94% em base de 212 avaliações, o Rotten Tomatoes chegou ao consenso: "Tenso, inteligentemente escrito e com um maravilhoso elenco, The Town prova que Ben Affleck redescobriu sua musa - e que ele é um diretor a ser contado".

## Elenco
- Ben Affleck como Douglas "Doug" MacRay
- Rebecca Hall como Claire Keesey
- Jon Hamm como Agente Especial do FBI Adam Frawley
- Jeremy Renner como James "Jem" Coughlin
- Blake Lively como Krista "Kris" Coughlin
- Chris Cooper como Stephen MacRay
- Pete Postlethwaite como Fergus "Fergie" Colm
- Slaine como Albert "Gloansy" Magloan
- Owen Burke como Desmond "Dez" Elden
- Titus Welliver como Officer Dino Ciampa
- Dennis McLaughlin como Rusty
- Brian Scannell como Henry
- Isaac Bordoy como Alex Colazzo
- Jack Neary como Arnold Washton
- Edward O'Keefe como Morton Previt
- Victor Garber como David